# Dua Lipa (album)
Pour la chanteuse éponyme, voir Dua Lipa.
Albums de Dua Lipa
Live Acoustic (en)
(2017)
Albums studio de Dua Lipa
Future Nostalgia
(2020)
Singles
1. New Love
Sortie : 21 août 2015
2. Be the One
Sortie : 30 octobre 2015
3. Last Dance
Sortie : 9 février 2016
4. Hotter than Hell
Sortie : 6 mai 2016
5. Blow Your Mind (Mwah)
Sortie : 26 août 2016
6. Lost in Your Light
Sortie : 21 avril 2017
7. New Rules
Sortie : 21 juillet 2017
8. Homesick
Sortie : 1er décembre 2017
9. IDGAF
Sortie : 12 janvier 2018

Dua Lipa est le titre du premier album de la chanteuse Dua Lipa sorti le 2 juin 2017 sous le label discographique Warner Bros. Records. Les thèmes lyriques tournent autour de sa vie personnelle en amour, le sexe et l'autonomisation.
L'album contient neuf singles, incluant les singles atteignant le top 40 britannique : Be the One, Hotter than Hell, Blow Your Mind (Mwah), IDGAF  et New Rules, le dernier devenant le premier numéro un de l'artiste au Royaume-Uni. 
Une édition super deluxe de l'album, intitulée Complete Edition, est sortie le 19 octobre 2018. Elle contient trois chansons inédites et des collaborations passées sur lesquelles Dua Lipa figure, dont le single numéro un britannique One Kiss de Calvin Harris et le single Scared to Be Lonely de Martin Garrix. Dua Lipa fait la promotion de l'album dans diverses performances télévisées, remises de prix et également par deux tournées de concerts, la plus réussie étant la tournée éponyme.

## Genèse
Âgée de quinze ans, Dua Lipa est une jeune fille qui déménage du Kosovo de chez ses parents en Angleterre et cherche à lancer  une carrière musicale. Elle se retrouve sans famille et s'installe à Camden Town et partage un appartement avec un ami, en se réinscrivant à la prestigieuse école de théâtre Sylvia Young à temps partiel.
Dua Lipa effectue du réseautage alors qu'elle est hôtesse dans des boîtes de nuit et commence le mannequinat ; elle joue dans une publicité X Factor 2013 qui lui a apporté un public plus large.
À la fin de ses études à la Parliament Hill School, elle décide de prendre une année sabbatique et se lance à la recherche d'un directeur musical, ce qui s'est concrétisé lorsque ses démos ont attiré l'attention de Ben Mawson, et signe avec le label Warner Bros. Records avant la fin de l'année.

## Développement
Le travail sur son premier album commence en 2015 lorsque Ben Mawson organise des séances avec une chaîne de collaborateurs, et Dua Lipa cherche un son épousant celui de J. Cole et Nelly Furtado. Le travail s'est poursuivi tout au long de 2016 alors qu'elle voyageait pour promouvoir la musique publiée aux États-Unis.
Commentant la direction de l'album, Dua Lipa déclare : « Quand je m'étais intéressée à ma propre musique, j'écoutais Nelly Furtado, P! Nk et Destiny's Child, mais en grandissant, j'ai trouvé mon amour pour le hip hop, donc essentiellement J'écoute du rap ..., j'aime la réalité derrière ça, c'est pourquoi j'essaye de lier ça aussi à la musique. Cet album a un mélange de ça et une forte influence avec le hip hop. Où j'aime chanter du rap, alors je commence mes couplets très rythmés puis on entend un refrain pop. »

## Sortie
L'album devait initialement sortir le 30 septembre 2016, mais il a finalement été repoussé au 10 février 2017. Lors d'une interview avec la société Official Charts Company en juin 2017, Dua Lipa déclare: « J'ai beaucoup travaillé, j'en ai écrit plus, j'ai terminé l'album ... c'était vraiment fou - j'ai travaillé avec des gens incroyables. Deux choses se sont produites où j'ai dû m'arrêter et me pincer. » Elle a également confirmé qu'elle travaillait avec MNEK dans le studio. Le 11 janvier 2017, elle annonce via Twitter que la sortie de l'album avait encore été retardée jusqu'au 2 juin, car elle souhaitait inclure une nouvelle chanson. La chanson Blow Your Mind (Mwah) a été publiée sur iTunes le 26 août 2016, avec la révélation de la pochette de l'album et la précommande.
« Je veux que les gens voient un morceau de moi. Je veux que les gens aient un aperçu de tout ce qui s'est passé au cours des dernières années pendant que j'écrivais l'album et qu'ils apprennent vraiment à me connaître. C'est bien parce que quand j'ai sorti New Love et Be the One, j'avais des gens qui disaient : « Cela me concerne vraiment. » Je veux que les gens aient ce sentiment et je veux que les gens sachent qu'ils ne sont pas seuls dans tout cela et que nous traversons tous la même putain de merde. C'est le but principal. Pour cet album, je veux être aussi honnête que possible, alors toute la merde du club peut venir plus tard. »

— Dua Lipa au sujet de son premier album,.
L'album sort dans le monde entier le 2 juin 2017 et reçoit des critiques positives[réf. nécessaire]. Il s'écoule à 16 223 copies la semaine suivant sa sortie. En plus de la version standard, l’album est sorti en version vinyle et en version deluxe contenant des titres inédits. Dua Lipa débute sa première tournée mondiale le 5 octobre 2017 afin de promouvoir son album.

## Liste des titres

### Éditions standard et deluxe
| Édition standard et vinyle | Édition standard et vinyle            | Édition standard et vinyle                                             | Édition standard et vinyle                                    | Édition standard et vinyle | Édition standard et vinyle | Édition standard et vinyle | Édition standard et vinyle | Édition standard et vinyle | Édition standard et vinyle |
| No                         | Titre                                 | Auteur                                                                 | Producteur(s)                                                 | Durée                      |                            |                            |                            |                            |                            |
| -------------------------- | ------------------------------------- | ---------------------------------------------------------------------- | ------------------------------------------------------------- | -------------------------- | -------------------------- | -------------------------- | -------------------------- | -------------------------- | -------------------------- |
| 1.                         | Genesis                               | - Dua Lipa - Andreas Schuller - Sarah Hudson - Coffee                  | - Axident - Big Taste - Lorna Blackwood - Cameron Gower Poole | 3:25                       |                            |                            |                            |                            |                            |
| 2.                         | Lost in Your Light (featuring Miguel) | - Lipa - Miguel - Rick Nowels                                          | - Miguel - Stephen "Koz" Kozmeniuk - Blackwood                | 3:23                       |                            |                            |                            |                            |                            |
| 3.                         | Hotter than Hell                      | - Lipa - Adam Midgley - Tommy Baxter - Gerard O'Connell                | - Kozmeniuk - Jay Reynolds - Tom Neville                      | 3:07                       |                            |                            |                            |                            |                            |
| 4.                         | Be the One                            | - Lucy Taylor - Digital Farm Animals - Jack Tarrant                    | - Digital Farm Animals - Tarrant                              | 3:22                       |                            |                            |                            |                            |                            |
| 5.                         | IDGAF                                 | - Lipa - MNEK - Larzz Principato - Skyler Stonestreet - Whiskey Waters | - Kozmeniuk - Principato - Blackwood                          | 3:37                       |                            |                            |                            |                            |                            |
| 6.                         | Blow Your Mind (Mwah)                 | - Lipa - Jon Levine - Lauren Christy                                   | Levine                                                        | 2:58                       |                            |                            |                            |                            |                            |
| 7.                         | Garden                                | - Lipa - Greg Wells - Sean Douglas                                     | - Kozmeniuk - Wells                                           | 3:47                       |                            |                            |                            |                            |                            |
| 8.                         | No Goodbyes                           | - Lipa - Dan Traynor - Lindy Robbins - Ilsey Juber                     | - Kozmeniuk - Grades                                          | 3:36                       |                            |                            |                            |                            |                            |
| 9.                         | Thinking 'Bout You                    | - Lipa - Adam Argyle                                                   | Kozmeniuk                                                     | 2:51                       |                            |                            |                            |                            |                            |
| 10.                        | New Rules                             | - Caroline Ailin - Emily Warren - Ian Kirkpatrick                      | Kirkpatrick                                                   | 3:29                       |                            |                            |                            |                            |                            |
| 11.                        | Begging                               | - Lipa - Cara Salimando - James Flannigan - Gabriel Simon              | - Flannigan - Kozmeniuk - Suzy Shinn                          | 3:14                       |                            |                            |                            |                            |                            |
| 12.                        | Homesick                              | - Lipa - Chris Martin                                                  | Bill Rahko                                                    | 3:50                       |                            |                            |                            |                            |                            |
| 40:43                      |                                       |                                                                        |                                                               |                            |                            |                            |                            |                            |                            |

| Pistes bonus Deluxe | Pistes bonus Deluxe | Pistes bonus Deluxe                                      | Pistes bonus Deluxe | Pistes bonus Deluxe | Pistes bonus Deluxe | Pistes bonus Deluxe | Pistes bonus Deluxe | Pistes bonus Deluxe | Pistes bonus Deluxe |
| No                  | Titre               | Auteur                                                   | Producteur(s)       | Durée               |                     |                     |                     |                     |                     |
| ------------------- | ------------------- | -------------------------------------------------------- | ------------------- | ------------------- | ------------------- | ------------------- | ------------------- | ------------------- | ------------------- |
| 13.                 | Dreams              | - Tesfaye - Balshe - Quenneville - Frederic              | Ten Ven             | 3:40                |                     |                     |                     |                     |                     |
| 14.                 | Room for 2          | - Lipa - Neville - Autumn Rowe                           | Ten Ven             | 2:24                |                     |                     |                     |                     |                     |
| 15.                 | New Love (en)       | - Lipa - Emile Haynie - Andrew Wyatt                     | - Haynie - Wyatt    | 4:31                |                     |                     |                     |                     |                     |
| 16.                 | Bad Together        | - Lipa - Grimes - Tom Barnes - Ben Kohn - Peter Kelleher | TMS                 | 3:58                |                     |                     |                     |                     |                     |
| 17.                 | Last Dance          | - Lipa - Kozmeniuk - Talay Riley                         | Kozmeniuk           | 3:48                |                     |                     |                     |                     |                     |
| 60:08               |                     |                                                          |                     |                     |                     |                     |                     |                     |                     |

### Édition complète

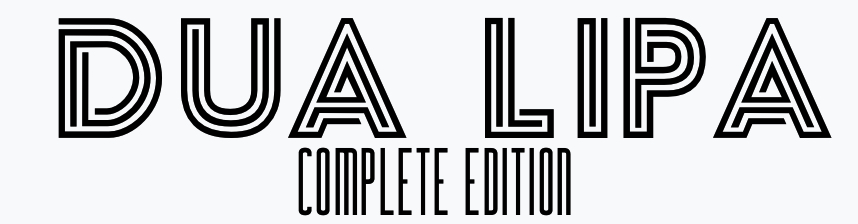
Logo de l'édition complète.

| Disque 1 | Disque 1                              | Disque 1                                                               | Disque 1                                                      | Disque 1 | Disque 1 | Disque 1 | Disque 1 | Disque 1 | Disque 1 |
| No       | Titre                                 | Auteur                                                                 | Producteur(s)                                                 | Durée    |          |          |          |          |          |
| -------- | ------------------------------------- | ---------------------------------------------------------------------- | ------------------------------------------------------------- | -------- | -------- | -------- | -------- | -------- | -------- |
| 1.       | Genesis                               | - Dua Lipa - Andreas Schuller - Sarah Hudson - Coffee                  | - Axident - Big Taste - Lorna Blackwood - Cameron Gower Poole | 3:25     |          |          |          |          |          |
| 2.       | Lost in Your Light (featuring Miguel) | - Lipa - Miguel - Rick Nowels                                          | - Miguel - Stephen "Koz" Kozmeniuk - Blackwood                | 3:23     |          |          |          |          |          |
| 3.       | Hotter than Hell                      | - Lipa - Adam Midgley - Tommy Baxter - Gerard O'Connell                | - Kozmeniuk - Jay Reynolds - Tom Neville                      | 3:07     |          |          |          |          |          |
| 4.       | Be the One                            | - Lucy Taylor - Digital Farm Animals - Jack Tarrant                    | - Digital Farm Animals - Tarrant                              | 3:22     |          |          |          |          |          |
| 5.       | IDGAF                                 | - Lipa - MNEK - Larzz Principato - Skyler Stonestreet - Whiskey Waters | - Kozmeniuk - Principato - Blackwood                          | 3:37     |          |          |          |          |          |
| 6.       | Blow Your Mind (Mwah)                 | - Lipa - Jon Levine - Lauren Christy                                   | Levine                                                        | 2:58     |          |          |          |          |          |
| 7.       | Garden                                | - Lipa - Greg Wells - Sean Douglas                                     | - Kozmeniuk - Wells                                           | 3:47     |          |          |          |          |          |
| 8.       | No Goodbyes                           | - Lipa - Dan Traynor - Lindy Robbins - Ilsey Juber                     | - Kozmeniuk - Grades                                          | 3:36     |          |          |          |          |          |
| 9.       | Thinking 'Bout You                    | - Lipa - Adam Argyle                                                   | Kozmeniuk                                                     | 2:51     |          |          |          |          |          |
| 10.      | New Rules                             | - Caroline Ailin - Emily Warren - Ian Kirkpatrick                      | Kirkpatrick                                                   | 3:29     |          |          |          |          |          |
| 11.      | Begging                               | - Lipa - Cara Salimando - James Flannigan - Gabriel Simon              | - Flannigan - Kozmeniuk - Suzy Shinn                          | 3:14     |          |          |          |          |          |
| 12.      | Homesick                              | - Lipa - Chris Martin                                                  | Bill Rahko                                                    | 3:50     |          |          |          |          |          |
| 13.      | Dreams                                | - Tesfaye - Balshe - Quenneville - Frederic                            | Ten Ven                                                       | 3:40     |          |          |          |          |          |
| 14.      | Room for 2                            | - Lipa - Neville - Autumn Rowe                                         | Ten Ven                                                       | 2:24     |          |          |          |          |          |
| 15.      | New Love                              | - Lipa - Emile Haynie - Andrew Wyatt                                   | - Haynie - Wyatt                                              | 4:31     |          |          |          |          |          |
| 16.      | Bad Together                          | - Lipa - Grimes - Tom Barnes - Ben Kohn - Peter Kelleher               | TMS                                                           | 3:58     |          |          |          |          |          |
| 17.      | Last Dance                            | - Lipa - Kozmeniuk - Talay Riley                                       | Kozmeniuk                                                     | 3:48     |          |          |          |          |          |
| 60:08    |                                       |                                                                        |                                                               |          |          |          |          |          |          |

| Disque 2 | Disque 2                                 | Disque 2 | Disque 2                                                                      | Disque 2 | Disque 2 | Disque 2 | Disque 2 | Disque 2 | Disque 2 |
| No       | Titre                                    | Auteur | Producteur(s)                                                                 | Durée    |          |          |          |          |          |
| -------- | ---------------------------------------- | --- | ----------------------------------------------------------------------------- | -------- | -------- | -------- | -------- | -------- | -------- |
| 1.       | Want To                                  | - Lipa - Amish Dilipkumar Patel - Andrew Jackson | - Kozmeniuk - ADP                                                             | 3:31     |          |          |          |          |          |
| 2.       | Running                                  | - Lipa - Wyatt | Kozmeniuk                                                                     | 3:41     |          |          |          |          |          |
| 3.       | Kiss and Make Up (avec Blackpink)        | - Lipa - Grimes - Yannick Rastogi - Zacharie Raymond - Mathieu Jomphe-Lepine - Marc Vincent - Teddy Park                                                        | Banx & Ranx                                                                   | 3:09     |          |          |          |          |          |
| 4.       | One Kiss (avec Calvin Harris)            | - Lipa - Adam Wiles - Jessie Reyez | Harris                                                                        | 3:34     |          |          |          |          |          |
| 5.       | Electricity (avec Silk City)             | - Lipa - Mark Ronson - Thomas Wesley Pentz - Diana Gordon - Romy Madley Croft - Philip Meckseper - Jacob Olofsson - Rami Dawod - Maxime Picard - Clément Picard | - Silk City - The Picard Brothers - Jarami - Riton - Alex Metric - Jr Blender | 3:58     |          |          |          |          |          |
| 6.       | Scared to Be Lonely (avec Martin Garrix) | - Martijn Garritsen - Georgia Ku - Nathaniel Campany - Kyle Shearer - Giorgio Tuinfort                                                                          | - Garrix - Valley Girl - Tuinfort - Blackwood                                 | 3:40     |          |          |          |          |          |
| 7.       | No Lie (avec Sean Paul)                  | - Jackson - Warren - Jamie "Sermstyle" Sanderson - Philip "Pip" Kembo - Sean Paul Henriques                                                                     | - Sermstyle - Kembo                                                           | 3:41     |          |          |          |          |          |
| 8.       | New Rules (version live)                 | - Ailin - Warren - Kirkpatrick | - Reynolds - Will Bowerman                                                    | 4:35     |          |          |          |          |          |
| 29:53    |                                          | |                                                                               |          |          |          |          |          |          |

## Classements et certifications

### Classements hebdomadaires
| Classement (2017-18)               | Meilleure position |
| ---------------------------------- | ------------------ |
| Allemagne (Media Control AG)       | 22                 |
| Australie (ARIA)                   | 8                  |
| Autriche (Ö3 Austria Top 40)       | 36                 |
| Belgique (Flandre Ultratop)        | 6                  |
| Belgique (Wallonie Ultratop)       | 19                 |
| Danemark (Tracklisten)             | 5                  |
| Écosse (OCC)                       | 3                  |
| Espagne (Promusicae)               | 11                 |
| États-Unis (Billboard 200)         | 27                 |
| Finlande (Suomen virallinen lista) | 11                 |
| France (SNEP)                      | 59                 |
| Italie (FIMI)                      | 29                 |
| Norvège (VG-lista)                 | 8                  |
| Nouvelle-Zélande (RIANZ)           | 7                  |
| Pays-Bas (Mega Album Top 100)      | 6                  |
| Portugal (AFP)                     | 15                 |
| Tchéquie (IFPI)                    | 5                  |
| Suède (Sverigetopplistan)          | 8                  |
| Suisse (Schweizer Hitparade)       | 11                 |
| Royaume-Uni (UK Albums Chart)      | 3                  |

### Certifications
| Région | Certification | Ventes/Streams |
| --- | ------------- | -------------- |
| Australie (ARIA) | Or            | 35 000^        |
| Belgique (BEA) | Or            | 15 000*        |
| Canada (Music Canada) | 2 × Platine   | 160 000^       |
| Danemark (IFPI) | Platine       | 20 000^        |
| États-Unis (RIAA) | Platine       | 1 000 000^     |
| France (SNEP) | 2 × Platine   | 100 000*       |
| Italie (FIMI) | Or            | 25 000*        |
| Norvège (IFPI) | 2 × Platine   | 40 000*        |
| Nouvelle-Zélande (RMNZ) | 2 × Platine   | 15 000^        |
| Pays-Bas (NVPI) | Platine       | 40 000^        |
| Pologne (ZPAV) | Or            | 10 000*        |
| Royaume-Uni (BPI) | 2 × Platine   | 603 754        |
| Russie (NFPP) | 3 × Platine   | 60 000*        |
| Suède (GLF) | Or            | 20 000^        |
| *Ventes selon la certification ^Mise en rayon selon la certification xNon précisé par la certification ‡ventes/streaming selon la certification |               |                |